# Mogador (lớp tàu khu trục)
Lớp tàu khu trục Mogador bao gồm hai tàu khu trục lớn (tiếng Pháp: contre-torpilleurs) được Hải quân Pháp đặt lườn vào năm 1935 và đưa ra hoạt động vào năm 1939. Chúng là những tàu khu trục lớn cực nhanh, được dự định để hoạt động như những chiếc hộ tống cho hai thiết giáp hạm nhanh thuộc lớp Dunkerque. Thiết kế của chúng được phát triển dựa trên lớp tàu khu trục cực nhanh Fantasque, nhưng nặng hơn 300 tấn và mang tám khẩu pháo trên bốn tháp pháo nòng đôi kín một phần thay vì năm tháp pháo nòng đơn mở. Với cỡ nòng pháo 138 mm (5,4 in), chúng có hỏa lực gần bằng một tàu tuần dương hạng nhẹ.
Cả hai chiếc trong lớp Mogador và Volta đều đã có mặt khi lực lượng Anh tấn công hạm đội Pháp tại Mers-el-Kébir vào ngày 3 tháng 7 năm 1940, nhưng chỉ có Volta xoay xở chạy thoát về Toulon. Mogador bị một quả đạn pháo 15 inch (38 cm) bắn trúng đuôi tàu, làm kích nổ những quả mìn sâu chứa tại đây mặc dù bản thân quả đạn pháo bị tịt. Nó bị phá hủy hầu hết phần đuôi, nhưng vẫn còn có thể nổi và được sửa chữa đủ để được gửi đến Toulon vào ngày 1 tháng 11 năm 1940 để tái cấu trúc. Cả hai đã bị đánh đắm khi quân Đức tìm cách chiếm hạm đội Pháp tại Toulon vào ngày 27 tháng 11 năm 1942.

## Thiết kế

Contre-torpilleur Mogador (1939)

Lớp Mogador được chấp thuận chế tạo trong Dự toán Ngân sách tài khóa 1932 như một phiên bản cải tiến dựa trên lớp tàu khu trục Fantasque với ba tháp pháo nòng đôi mang cùng kiểu pháo 138 mm (5,4 in) Modèle 1929 như những chiếc lớp trước. Tuy nhiên, công việc chế tạo chúng bị ngưng lại trong một giai đoạn, khi mà Pháp và Ý tiến hành đàm phán một số giới hạn cho hạm đội của họ, và cũng vì các xưởng tàu Pháp đang phải hoạt động hết công suất. Trong thời gian tạm dừng, thiết kế được thay đổi để đối phó lại những điều kiện khí hậu khắc nghiệt của Bắc Đại Tây Dương, và cũng để tích hợp những cải tiến kỹ thuật động lực nhằm có một lườn tàu lớn hơn mà không làm gia tăng tải trọng. Sau khi đề nghị trang bị máy phóng cho thủy phi cơ bị hủy bỏ do không có đủ độ nổi dự trữ, một tháp pháo thứ tư được bổ sung để tăng cường hỏa lực cho con tàu. Volta được chấp thuận chế tạo trong Dự toán Ngân sách tài khóa 1934 cùng với chiếc thiết giáp hạm thứ hai của lớp Dunkerque.

## Chế tạo
Bốn chiếc thuộc về một lớp Mogador cải tiến được đặt hàng vào năm 1939, sẽ được đặt tên Kléber, Desaix, Hoche và Marceau, nhưng việc chế tạo chúng bị ngừng lại do chiến tranh bùng nổ. Thiết kế của chúng tiếp tục được cải tiến dưới kinh nghiệm vào thời chiến, nhưng kế hoạch nguyên thủy cho kiểu pháo 130 mm (5,1 in) đa dụng phải bị hoãn lại do rõ ràng là không thể phát triển kịp thời; vì vậy chúng quay lại dàn vũ khí như của Mogador. Vũ khí phòng không được tăng cường bằng việc thay thế bốn pháo phòng không 100 mm (3,9 in) bằng các khẩu 37 mm nòng đôi. Nhưng những kế hoạch này trở nên vô nghĩa khi Pháp đầu hàng vào tháng 6 năm 1940.

## Lịch sử hoạt động

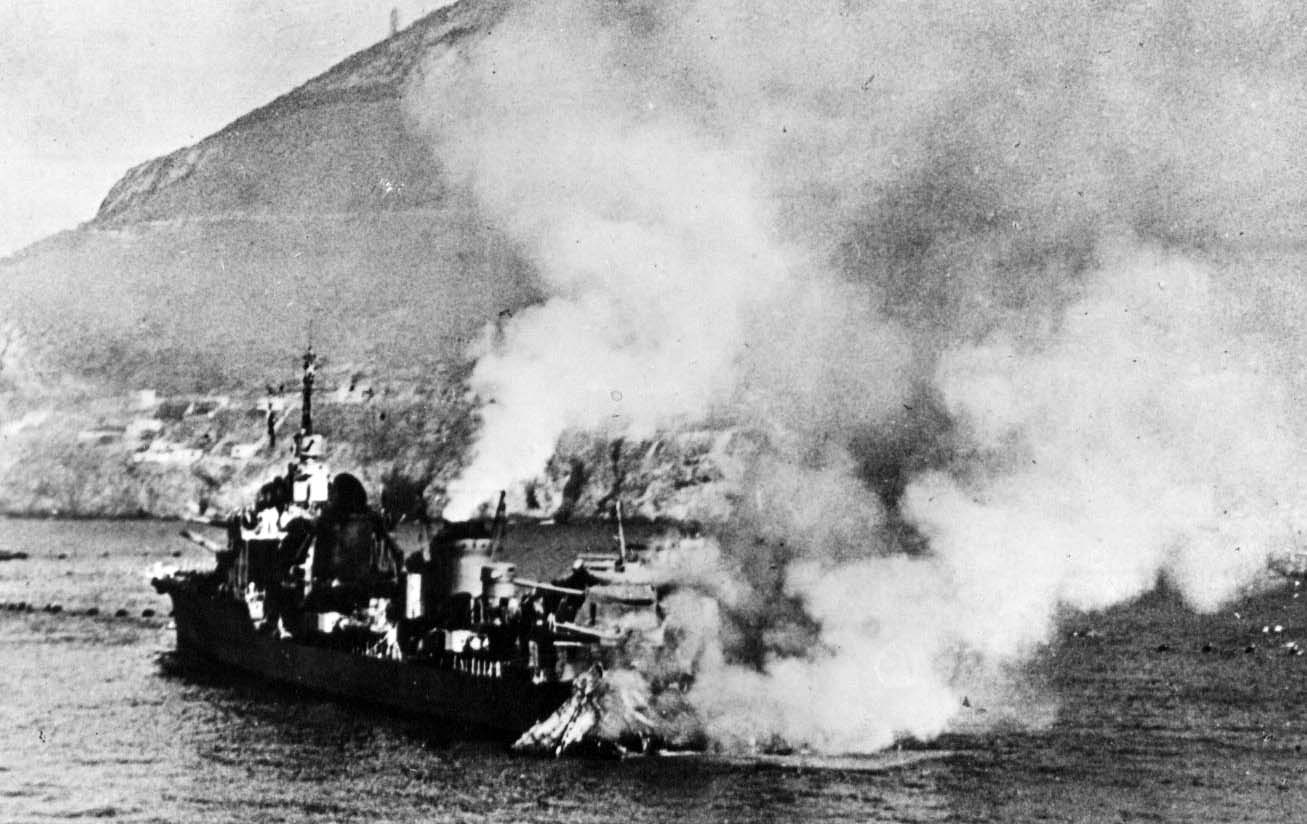
Mogador bị hư hại tại Mers-el-Kébir sau khi bị bắn trúng lườn tàu phía sau

Mogador và Volta hình thành nên Đội tàu khu trục lớn 6 và được phân về Lực lượng Bắn phá đặt căn cứ tại Brest khi Chiến tranh Thế giới thứ hai bùng nổ. Mục đích của lực lượng này là nhằm truy lùng các tàu buôn Đức vượt phong tỏa, các tàu cướp tàu buôn của đối phương đồng thời hộ tống các đoàn tàu vận tải có thể chịu đựng cùng nguy cơ. Từ ngày 21 đến ngày 30 tháng 10 năm 1939, lực lượng đã hộ tống cho đoàn tàu vận tải KJ.4 chống lại thiết giáp hạm bỏ túi Đức Deutschland vốn đã tiến ra Bắc Đại Tây Dương trước khi chiến tranh xảy ra. Một lượt xuất kích khác vào vùng Bắc Đại Tây Dương của các thiết giáp hạm Scharnhorst và Gneisenau vào ngày 21 tháng 11 đã buộc Lực lượng Bắn phá phải khởi hành từ Brest để gặp gỡ tàu chiến-tuần dương Anh HMS Hood và tuần tra trong khu vực phía Nam Iceland, nhưng các con tàu Đức đã quay trở về cảng an toàn dưới sự che chở của thời tiết không thuận lợi mà không đụng độ.
Cả hai chiếc đều được tái trang bị vào đầu năm 1940 và một số thay đổi nhỏ đã được thực hiện. Các cải tiến cần thiết cho những khiếm khuyết của dàn pháo chính vốn được phát hiện khi chạy thử một năm trước đó được thực hiện, vải bạt che phía sau tháp pháo được thay bằng cửa cuộn, lắp đặt thiết bị vô tuyến, cũng như các tấm chắn cho súng máy phòng không và các đèn pha tìm kiếm. Một bộ sonar SS-6 được trang bị vào tháng 6 năm 1940 nhưng tỏ ra không mấy hiệu quả.
Khi Anh tấn công Mers-el-Kébir vào ngày 3 tháng 7 năm 1940, Mogador bị hư hại nặng do bị đánh trúng một quả đạn pháo 15 inch (38 cm) vào phía đuôi tàu, làm kích nổ các quả mìn sâu chứa tại đây.
Volta cũng có mặt, nhưng đã tìm cách chạy thoát cùng với thiết giáp hạm Strasbourg và các tàu chiến khác. Mogador được sửa chữa đủ để có thể đi đến Toulon nhiều tháng sau đó, nhưng vẫn đang được sửa chữa và cải biến tại Toulon cho đến tháng 11 năm 1942. Cả Mogador và Volta đều đã bị đánh đắm tại Toulon vào ngày 27 tháng 11 năm 1942 để ngăn không bị quân Đức chiếm. Cả hai được người Ý cho nổi trở lại vào năm 1943 nhưng không được sửa chữa và cuối cùng bị tháo dỡ.